# Medimakalahalli, Gudibanda
Medimakalahalli là một làng thuộc tehsil Gudibanda, huyện Kolar, bang Karnataka, Ấn Độ.